# San Leo

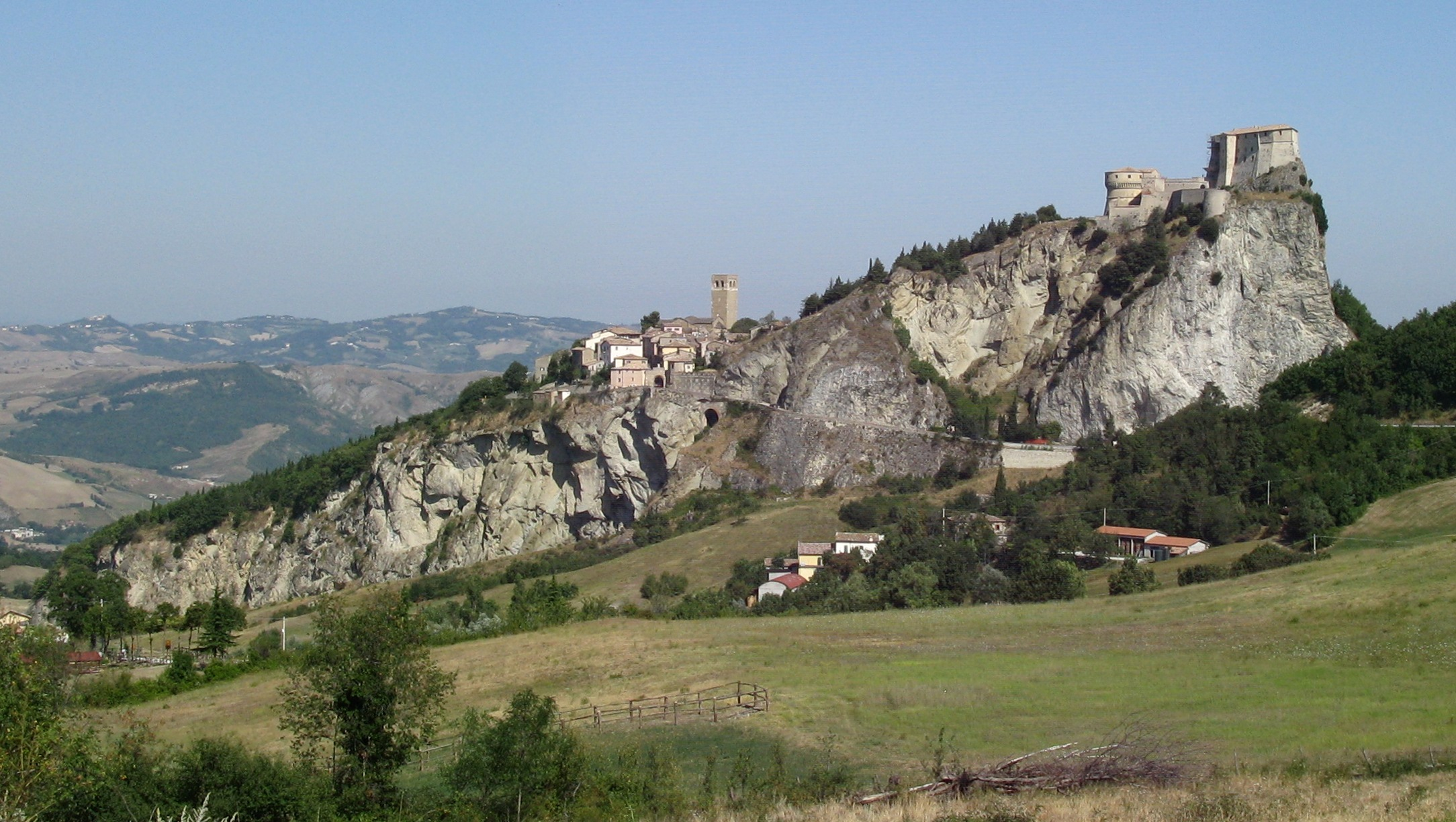
San Leo

San Leo là một đô thị ở tỉnh Pesaro và Urbino trong vùng Marche, nằm cách 100 km về phía tây bắc của Ancona và khoảng 45 km về phía tây của Pesaro.
San Leo giáp các đô thị sau: Acquaviva (San Marino), Chiesanuova (San Marino), Città di San Marino (San Marino), Maiolo, Montecopiolo, Monte Grimano, Novafeltria, Sassofeltrio, Torriana, Verucchio.
San Leo có pháo đài lớn nằm ở độ cao 600 m trên mực nước biển.

## Đô thị kết nghĩa
- Città di San Marino, San Marino